# Ceratozaur
Ceratozaur (Ceratosaurus) – wymarły rodzaj drapieżnego dinozaura z grupy teropodów. Nazwa wywodzi się ze starożytnej greki od słowa κερας/κερατος (keras/keratos) oznaczającego róg i σαυρος (sauros), czyli jaszczur. Osobniki tego rodzaju żyły w jurze późnej (od kimerydu do tytonu). Opisał go w 1884 amerykański paleontolog Othniel Charles Marsh w oparciu o prawie kompletny szkielet odkryty w Garden Park w Kolorado w skałach formacji Morrison. Gatunkiem typowym jest Ceratosaurus nasicornis.
Okaz z Garden Park pozostaje najkompletniejszym znanym szkieletem tego rodzaju. Od czasu jego odkrycia opisano zaledwie garstkę kolejnych okazów. W 1999 doniesiono o odkryciu pierwszego młodocianego osobnika. W 2000 ustanowiono dwa kolejne gatunki: Ceratosaurus dentisulcatus i Ceratosaurus magnicornis, na podstawie dwóch niekomplentych kośćców z Cleveland-Lloyd Dinosaur Quarry w Utah i z okolicy Fruity w Kolorado. Pewność tych gatunków zakwestionowano. Możliwe, że reprezentują one osobniki tego samego gatunku na różnych etapach wzrostu. Następnie niekompletny szkielet wydobyty został z formacji Lourinhã w Portugalii, co dostarczyło dowodu na obecność rodzaju poza Ameryką Północną. Fragmentaryczne szczątki odnotowano też w Tanzanii, Urugwaju i Szwajcarii, jednak ich przypisanie do rodzaju Ceratosaurus nie jest obecnie akceptowane przez większość paleontologów.
Ceratosaurus był średniej wielkości teropodem. Długość oryginalnego okazu szacuje się na 5,3 m bądź 5,69 m. Osobnik opisany pod nazwą Ceratosaurus dentisulcatus był większy, osiągał 7 m długości. Ceratozaur cechował się głęboką szczęką i żuchwą noszącymi proporcjonalnie bardzo długie, przypominające ostrza zęby, wydatnym, przypominającym grzebień rogiem leżącym w linii pośrodkowej na pysku oraz parą przypominających rogi grzebieni nad oczami. Bardzo krótkie kończyny przednie zachowały pełną funkcjonalność, ręce miały po cztery palce. Ogon miał długość zbliżoną do długości reszty ciała. Rząd niewielkich osteodermów przebiegał pośrodku szyi, grzbietu i ogona. Dodatkowe osteodermy mieściły się w nieznanych miejscach na ciele zwierzęcia.
Ceratosaurus użycza swej nazwy grupie ceratozaurów (Ceratosauria), kladowi teropodów, które oddzieliły się wcześnie z linii ewolucyjnej, z której pochodzą ptaki. Najbliższym krewnym ceratozaura wydaje się być argentyński Genyodectes, o podobnie wydłużonych zębach. Geologicznie starszy rodzaj Proceratosaurus z Anglii, choć pierwotnie opisany jako przypuszczalny przodek Ceratosaurus, później okazał się nie być z nim blisko spokrewniony. Ceratosaurus dzielił siedlisko z innymi dużymi teropodami, jak torwozaur czy allozaur. Istnieją przypuszczenia, że każdy z tych rodzajów zajmował inną niszę ekologiczną, co zmniejszało konkurencję. Ceratosaurus mógł polować na dinozaury roślinożerne, choć niektórzy paleontolodzy zasugerowali, że preferował zwierzęta wodne, takie jak ryby. Róg na nosie raczej nie służył jako broń, jak to pierwotnie wyobrażał sobie Marsh; prawdopodobnie miał znaczenie jedynie w pokazach.

## Budowa

Porównanie wielkości 2 okazów i człowieka. Holotyp Ceratosaurus nasicornis (USNM 4735) zaznaczono pomarańczem, a większy okaz UMNH VP 5278 na niebiesko

Ceratosaurus miał budowę ciała typową dla dużych teropodów. Przemieszczał się na dwu silnych kończynach dolnych. Kończyny przednie były zredukowane. Okaz USNM 4735, pierwszy odkryty szkielet i holotyp Ceratosaurus nasicornis, mierzył wedle różnych źródeł 5,3 m lub 5,69 m długości . Pozostaje niejasne, czy chodzi o zwierzę w pełni wyrośnięte. Othniel Charles Marsh w 1884 zasugerował, że okaz ważył połowę tego, co współczesny mu allozaur . Bardziej współczesne doniesienia podają 418 kg, 524 kg lub 670 kg. Trzy kolejne szkielety odkryte w drugiej połowie XX wieku były znacznie większe. Pierwszy z nich, UMNH VP 5278, został nieoficjalnie oszacowany przez Jamesa Madsena na 8,8 m długości, później oszacowano go na 7 m. Obliczenia masy ciała przyniosły wynik 980 kg, 452 kg i 700 kg wedle różnych prac . Drugi szkielet, MWC 1, był nieco mniejszy niż UMNH VP 5278. Ceratozaur ten ważyć mógł 275 kg. Trzeci, jeszcze nieopisany okaz BYUVP 12893 miał być największym spośród odkrytych do tej pory, ale szacunków jeszcze nie opublikowano. Długość innego okazu, ML 352, odkrytego w Portugalii w 2000 oszacowano na 6 m, a masę ciała na 600 kg.

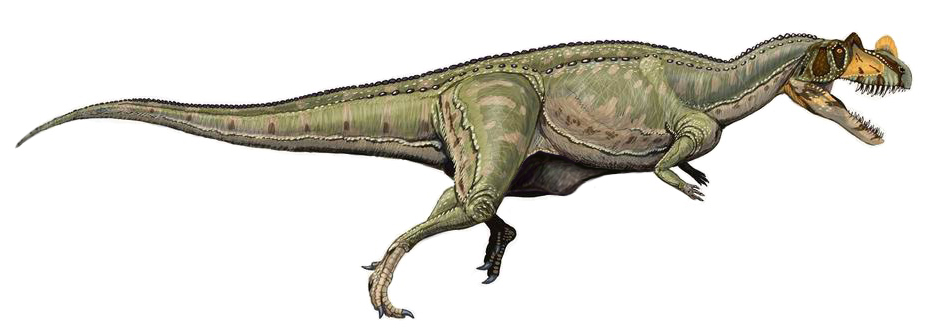
Ceratosaurus nasicornis w wizji artysty

Dokładna liczba kręgów pozostaje nieznana z powodu kilku luk w kręgosłupie holotypu Ceratosaurus nasicornis. Przynajmniej 20 kręgów budowało odcinek szyjny i grzbietowy przed kością krzyżową. Pośrodku szyi trzony kręgów cechowała równa długość i wysokość, podczas gdy w części proksymalnej i dystalnej trzony były krótsze niż wyższe. Wystające do góry wyrostki kolczyste były względnie duże i – w odcinku grzbietowym – osiągały wysokość równą długości trzonu. Kość krzyżowa wyginała się łukowato do góry. Tworzyło ją sześć zrośniętych kręgów krzyżowych. W części środkowej trzony kręgów cechowały się znacznie zredukowaną wysokością, podobnie jak w przypadku pewnych innych Ceratosauria. Ogon obejmował około 50 kręgów i osiągał około połowy całkowitej długości zwierzęcia. U holotypu jego długość szacuje się na 2,84 m . Ogon był wysoki dzięki wysokim wyrostkom kolczystym i wydłużonym szewronom, zlokalizowanym poniżej trzonów kręgów. Jak u innych dinozaurów, stanowił on przeciwwagę dla przedniej części ciała i zawierał silny mięsień ogonowo-udowy, odpowiedzialny za ruch do przodu podczas poruszania się, ciągnący podczas skurczu w tył górną część biodra.

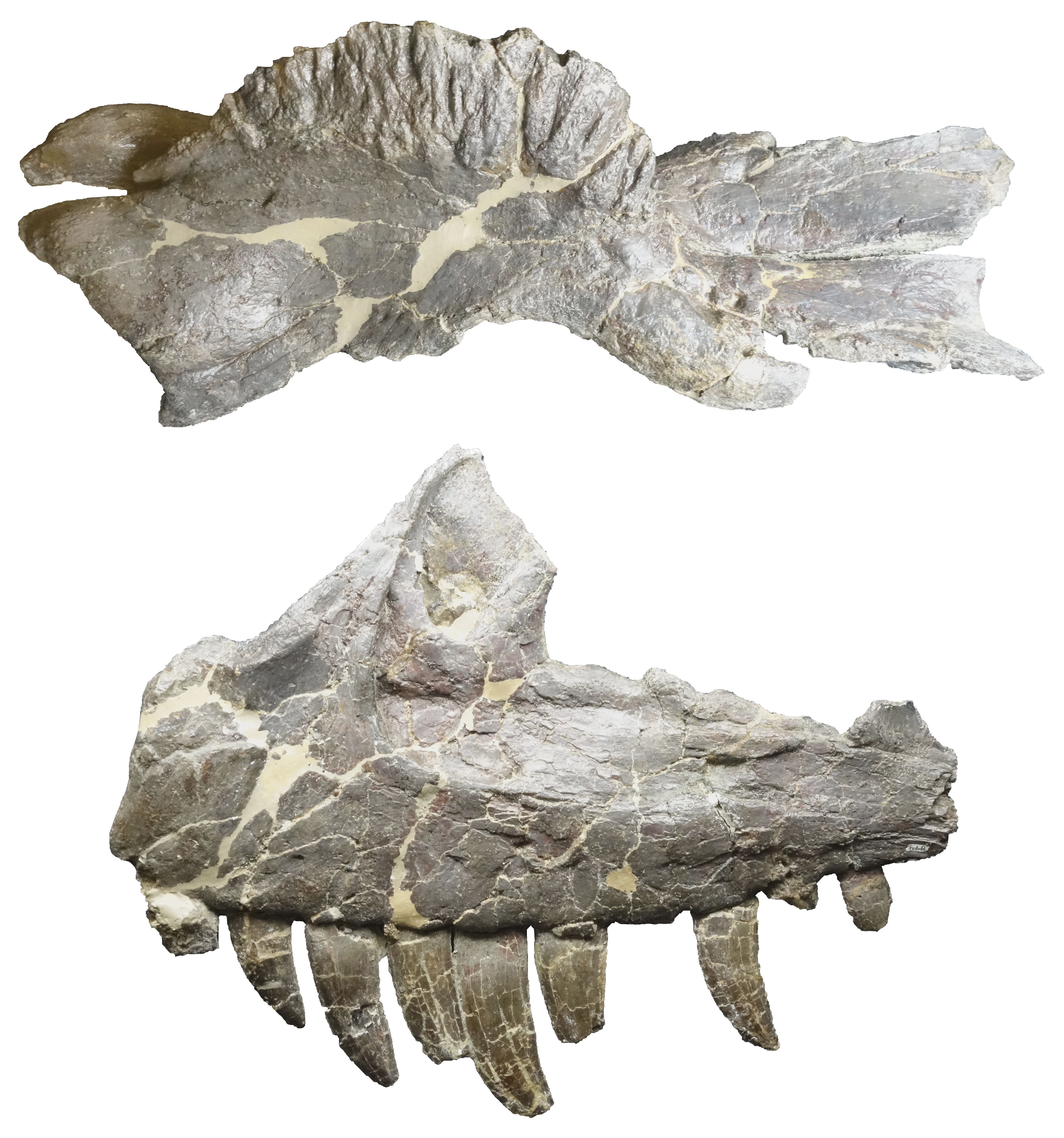
Cechy charakterystyczne czaszki Ceratosaurus: połączone kości nosowe tworzące wydatny róg nosowy (góra), bardzo długie zęby szczęki (dół). Okaz MWC 1 z Fruity w stanie Kolorado, wystawiany przez lokalne Dinosaur Journey Museum

Łopatka łączyła się z kością kruczą, tworząc pojedynczą kość bez widocznej linii połączenia. Holotyp Ceratosaurus nasicornis znaleziono z zachowanymi połączeniami stawowymi lewej kończyny górnej, w tym niekompletnej ręki. Pomimo rozłączenia podczas preparatyki wykonano zawczasu odlew dokumentujący pierwotne ułożenie kości względem siebie. W żadnym znanym okazie nie zachowały się kości nadgarstka. Skłoniło to niektórych badaczy do poglądu, jakoby nadgarstek w ogóle u ceratozaura nie występował. W pracy z 2016 Matthew Carrano i Jonah Choiniere zasugerowali, że jedna lub więcej chrząstek (a nie kości) nadgarstka były prawdopodobnie obecne. Wskazywała na to zarówno przerwa między kośćmi przedramienia i śródręcza, jak i tekstura powierzchni w obrębie przerwy widoczna na odlewie. W przeciwieństwie do większości bardziej zaawansowanych ewolucyjnie teropodów o tylko trzech palcach każdej dłoni (I–III) Ceratosaurus zachował ich cztery, choć palec IV uległ był redukcji. Pierwsza i czwarta kość śródręcza były krótkie, a druga nieznacznie dłuższa od trzeciej. Śródręcze i przede wszystkim paliczki proksymalne były proporcjonalnie bardzo krótkie, inaczej niż u większości innych bazalnych teropodów. W holotypowym znalezisku zachowały się tylko paliczki palców II, III i IV. Całkowita liczba paliczków pozostaje nieznana. Anatomia I kości śródręcza wskazuje na obecność paliczków I palca. Z kolei stopa kończyła się trzema dźwigającymi ciężar ciała palcami II–IV. Palec I, u teropodów zazwyczaj zredukowany do narządu szczątkowego i niedotykający w ogóle podłoża, w przypadku holotypu nie zachował się. Marsh w swym oryginalnym opisie z 1884 przypuszczał, że palec ten w ogóle nie istniał u Ceratosaurus, ale Charles Gilmore w monografii z 1920 zauważył miejsce połączenia na II kości śródstopia, wskazujące na obecność I palca.
Co niezwykłe u teropodów, Ceratosaurus posiadał małe, wydłużone, nieregularnie ukształtowane osteodermy leżące na płaszczyźnie pośrodkowej ciała. Znaleziono je powyżej wyrostków kolczystych kręgów szyjnych 4 i 5 oraz ogonowych od 4 do 10. Prawdopodobnie tworzyły one ciągły rząd, który mógł rozciągać się od głowy do większej części ogona. Jak sugerował Gilmore w 1920, ich ułożenie w skale prawdopodobnie odzwierciedla rzeczywiste ułożenie w ciele żyjącego zwierzęcia. Osteodermy powyżej ogona znaleziono w odległości od 25 do 38 mm od wyrostków kolczystych. Prawdopodobnie pomiędzy nimi mieściły się mięśnie i skóra. Natomiast w przypadku szyi osteodermy znajdowały się znacznie bliżej wyrostków kolczystych. Poza płaszczyzną pośrodkową skóra zawierała dodatkowe osteodermy, czego dowodem jest mierząca 58 na 70 mm mniej więcej czworokątna płyta znaleziona z holotypem. Nie wiadomo, jaką pozycję zajmowała na ciele zauropsyda za jego życia. Okaz UMNH VP 5278 obejmował również mniejsze osteodermy, nieokreślonego kształtu. Choć większość znaleziono w odległości do 5 m od szkieletu, nie łączyły się bezpośrednio z żadnym z kręgów, inaczej niż u holotypowego Ceratosaurus nasicornis. Uniemożliwia to wnoszenie o ich rozmieszczeniu w ciele zwierzęcia.

### Czaszka

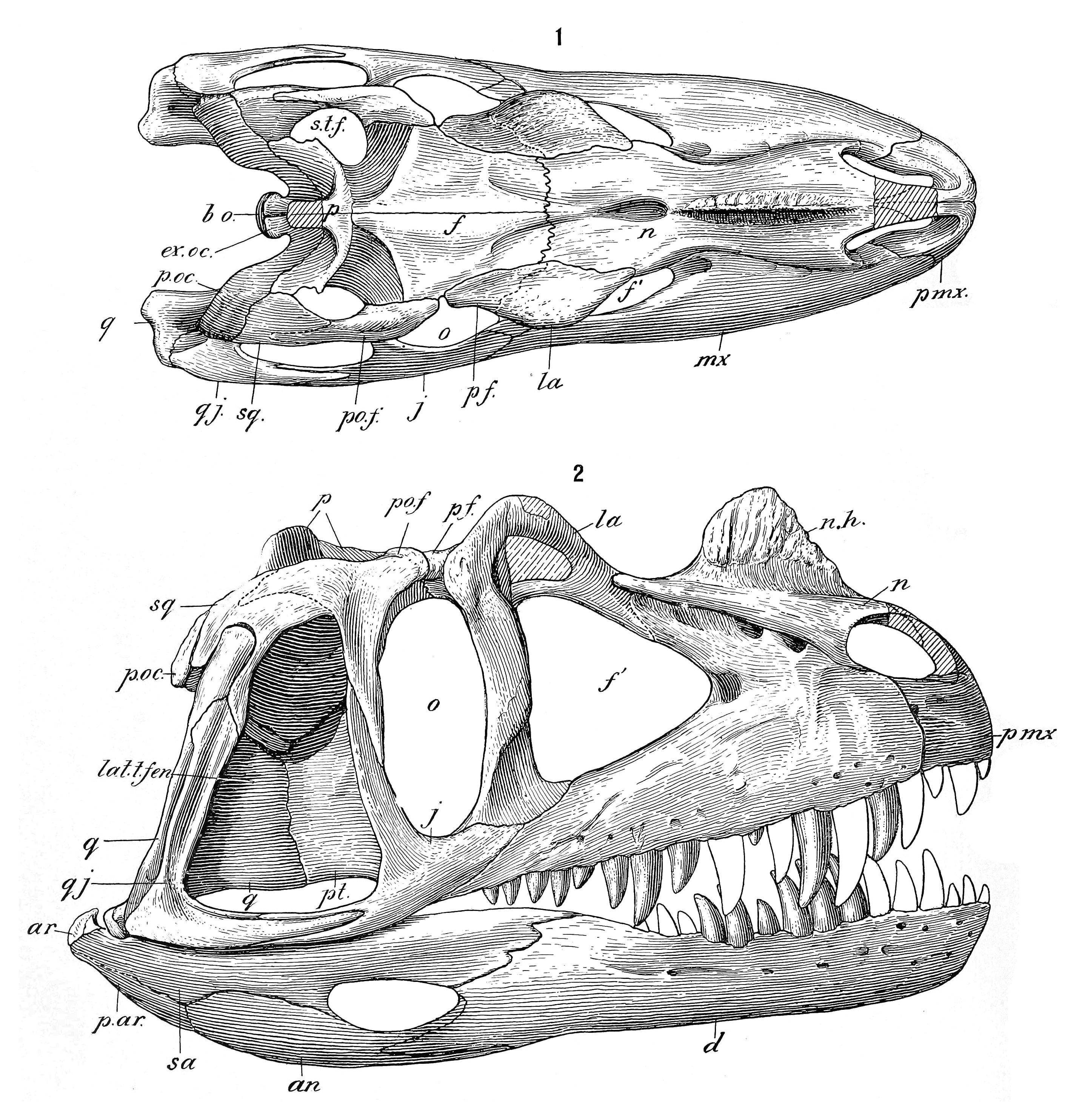
Holotypowa czaszka Ceratosaurus nasicornis widziana z góry i z boku wedle Gilmore’a, 1920. Obecnie (2019) uważa się, że jej rekonstrukcja z góry jest nadmiernie poszerzona

Czaszka względem reszty ciała była dość duża. Mierzyła 55 cm długości w holotypie Ceratosaurus nasicornis od czubka pyska do kłykcia potylicznego łączącego się z dźwigaczem. Szerokość czaszki trudno było ustalić z powodu ciężkich zniekształceń, jakich doznała. Rekonstrukcję Gilmore’a z 1920 później uznano za nadmiernie poszerzoną. Pomiar niemal kompletnej czaszki MWC 1 dał wynik 60 cm długości i 16 cm szerokości. Była ona nieco bardziej wydłużona niż czaszka holotypu. Tył czaszki charakteryzowała trochę lżejsza budowa niż u niektórych innych wielkich teropodów dzięki rozległym otworom w czaszce. Szczęka i żuchwa były głębokie, wspierały bowiem proporcjonalnie duże zęby. Kość łzowa budowała nie tylko tylny brzeg okna przedoczodołowego, dużego otworu leżącego pomiędzy nozdrzem zewnętrznym a okiem, ale także część jego górnego ograniczenia, inaczej niż u przedstawicieli blisko spokrewnionej rodziny Abelisauridae. Kość kwadratowa, łącząca się z żuchwą poprzez staw swą dolną częścią, była pochylona, wobec czego staw żuchwowy pierwotny uległ był przemieszczeniu w tył względem kłykcia potylicznego. Prowadziło to także do poszerzenia podstawy bocznego okna skroniowego, dużego otworu leżącego za oczami.
Najbardziej wyróżniającą cechą ceratozaura był wydatny róg usytuowany na czaszce za nozdrzami, budowany przez połączone guzowatości obu kości nosowych. Znana jest jedynie kostna część rogu. U współcześnie żyjących zwierząt rogatych kość wspiera keratynową pochewkę. Podstawa rogu jest gładka, ale górne ⅔ pomarszczone i pokryte bruzdami, którymi za życia przebiegały naczynia krwionośne. W przypadku holotypu kostny róg mierzył 13 cm długości i 2 cm szerokości u podstawy, ale szybko zwężał się do 1,2 cm. Wysokość jego wynosiła 7 cm. Dłuższy i niższy był w czaszce MWC 1. Za rogiem nosowym kości nosowe tworzyły owalne wyżłobienie. Oba twory stanowią autapomorfie Ceratosaurus, pozwalające odróżnić go od spokrewnionych z nim rodzajów. Poza dużym rogiem na nosie Ceratosaurus posiadał mniejsze, półokrągłe przypominające rogi grzebienie naprzeciwko oczu, przypominające te obserwowane u Allosaurus. Budowały je kości łzowe. U osobników młodocianych wszystkie 3 rogi były mniejsze niż u dorosłych, a dwie połówki kostnego rogu nosowego nie były jeszcze połączone.
Parzysta kość przedszczękowa, budująca czubek pyska, miała po 3 zęby, a więc mniej niż u większości teropodów. Kości szczękowe holotypu miały po 15 zębów. Pierwsze 8 z nich było bardzo długich i potężnych, od 9 następował spadek rozmiarów. Co typowe dla teropodów, miały one drobno ząbkowane brzegi, u holotypu zawierające około 10 ząbków na 5 mm. Okaz MWC 1 prezentuje zaledwie 11-12, a okaz UMNH VP 5278 po 12 zębów w każdej kości szczękowej. Zęby cechowały się mocniejszą budową i większym zakrzywieniem u tego ostatniego okazu. U wszystkich okazów korony zębów szczęki były niezwykle długie. W okazie UMNH VP 5278 mierzyły do 9,3 cm długości, czyli tyle, ile mierzyła minimalna wysokość żuchwy. U holotypu osiągały długość 7 cm, co nawet przekraczało najmniejszą wysokość żuchwy. U innych teropodów porównywalnej długości zęby znane są jedynie u blisko spokrewnionego Genyodectes. Dla porównania kilka przedstawicieli Abelisauridae miało bardzo krótkie korony zębów. U holotypu każda połówka kości zębowej mieściła po 15 zębów, kiepsko zachowanych. Oba okazy MWC 1 i UMNH VP 5278 miały po 11 zębów w każdej połówce kości zębowej, które, jak to widać u drugiego z tych okazów, były nieco prostsze i mniej solidne niż w szczęce.

## Historia odkryć

### HolotypCeratosaurus nasicornis

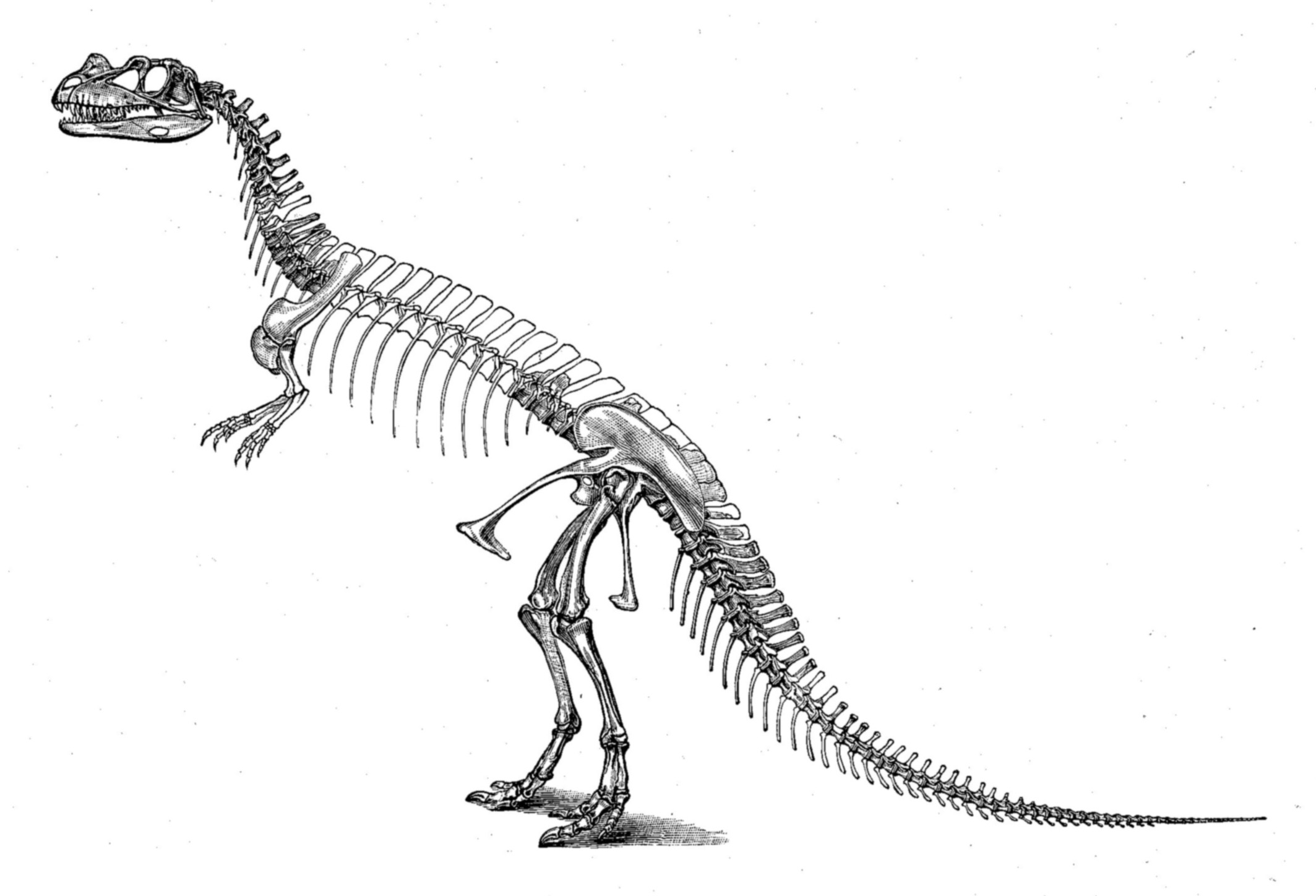
Oryginalna rekonstrukcja szkieletu Ceratosaurus nasicornis autorstwa Marsha z 1892. Błędna postawa wyprostowana i nadmiarowe kręgi, w efekcie zbytnio wydłużony tułów

Pierwszy okaz, uznany potem za holotyp USNM 4735, odkrył i wydobył farmer Marshall Parker Felch w latach 1883–1884. Zachowały się połączenia stawowe, szkielet był prawie kompletny, wliczając w to czaszkę. Istotne brakujące elementy obejmowały nieznaną liczbę kręgów, wszystkie prócz ostatnich żebra tułowia, kości ramienne, dystalne kości obu rąk, większość prawej kończyny przedniej, większość lewej kończyny dolnej i większość stóp. Okaz zatopiony był w piaskowcu. Czaszka i kręgosłup uległy silnym zniekształceniom w procesie fosylizacji. Miejsce odkrycia, położone w okolicy Garden Park w Kolorado na północ od Cañon City i znane jako Felch Quarry 1, uznaje się za jedno z najbogatszych w skamieniałości miejsc formacji Morrison. W rzeczonym kamieniołomie znaleziono liczne pozostałości dinozaurów, nim odkryto w nim ceratozaura, najistotniejszy z nich zdaje się prawie kompletny okaz Allosaurus (USNM 4734) z lat 1883 i 1884.
Po wydobyciu okaz przewieziono statkiem do Peabody Museum of Natural History w New Haven w Connecticut, gdzie jego badania podjął się Marsh. Opisał go on jako nowy rodzaj i gatunek Ceratosaurus nasicornis w 1884 . Nazwę rodzajową Ceratosaurus przetłumaczyć można jako „rogaty jaszczur”. Bierze ona źródłosłów z greckiego κερας/κερατος, keras/keratos – „róg” i σαυρος/sauros – „jaszczur”. Epitet gatunkowy nasicornis przekłada się jako „nosorogi” od łacińskiego nasus – „nos” i cornu – „róg”. Dzięki kompletności okazu nowo opisany rodzaj był wtedy najlepiej poznanym teropodem Ameryki. W 1898 i 1899 okaz przewieziono do National Museum of Natural History w Waszyngtonie, wraz z wieloma innymi skamieniałościami opisanymi przez Marsha. Jedynie część materiału poddano pełnej preparatyce po przybyciu do Waszyngtonu. Kolejne etapy preparowania trwały od 1911 do końca 1918. Zapakowanie i podróż statkiem z New Haven do Waszyngtonu spowodowały pewne uszkodzenia. W 1920 Charles Gilmore opublikował obszerny powtórny opis tego i innych teropodów z New Haven, w tym także prawie kompletny okaz allozaura wydobyty w tym samym kamieniołomie.

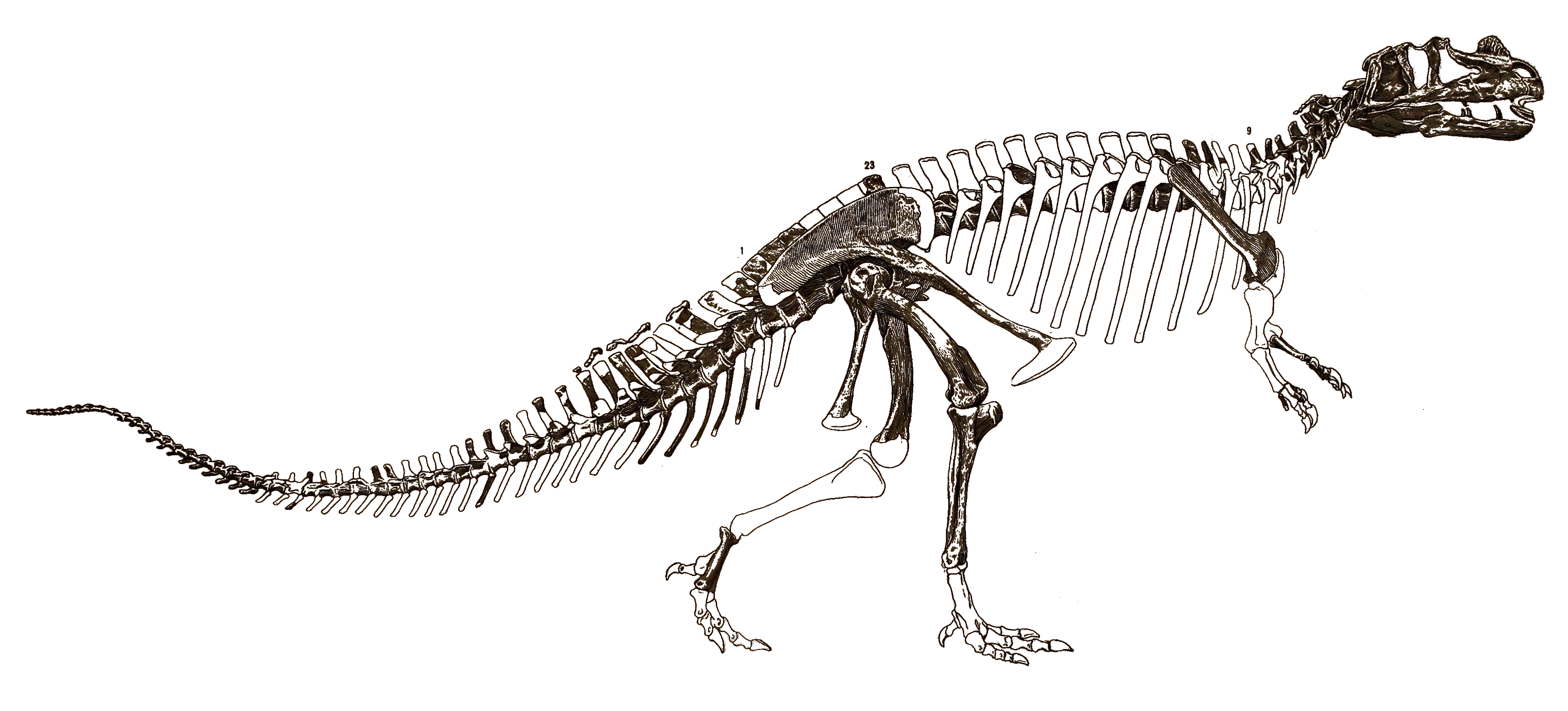
Rekonstrukcja holotypu Ceratosaurus nasicornis ręką Charlesa W. Gilmore’a z 1920, zaznaczone znane elementy kośćca

W pracy z 1892 Marsh opublikował pierwszą rekonstrukcję szkieletu Ceratosaurus. Przedstawił zwierzę o długości 6,7 m oraz wysokości 3,7 m. Jak zauważył Gilmore w 1920, tułów został przedstawiony jako zbyt długi, dodano doń przynajmniej z 6 nadmiarowych kręgów grzbietowych. Błąd ten naprawiono w kilku kolejnych publikacjach, włączając w to też pierwszą rekonstrukcję wyglądu zwierzęcia za życia, narysowaną w 1899 ręką Franka Bonda dzięki wskazówkom Charlesa R. Knighta, nieopublikowanej jednak przed 1920. Bardziej adekwatną rekonstrukcję zauropsyda za życia, opublikowaną w 1901, przedstawił Joseph M. Gleeson, znowu pod nadzorem Knighta. Holotyp zmontował Gilmore w latach 1910–1911 i odtąd wystawiano go w National Museum of Natural History. Większość wczesnych przedstawień ukazuje Ceratosaurus w postawie wyprostowanej z ogonem ciągnionym po ziemi. Sposób rekonstrukcji holotypu przez Gilmore’a wyprzedzał swą epokę. Czerpiąc inspiracje z kości udowych, znalezionych w pochyleniu względem goleni, uczony przedstawił zwierzę w biegu w pozycji raczej horyzontalnej niż wyprostowanej i z ogonem niedotykającym podłoża. Z powodu silnego spłaszczenia skamieniałości Gilmore nie ustawił dinozaura stojącego samodzielnie, ale na reliefie z artystycznym tłem. W związku z kośćmi częściowo zatopionymi w płycie dostęp do nich był ograniczony. W przebiegu renowacji wystawy między 2014 a 2019 okaz wydobyto całkowicie. W nowej wystawie, otwarcie której zapowiedziano na 2019, szkielet planuje się zastąpić wolno stojącym odlewem. Oryginalne kości będą przechowywane w kolekcji muzealnej, by mogły być w pełni dostępne naukowcom.

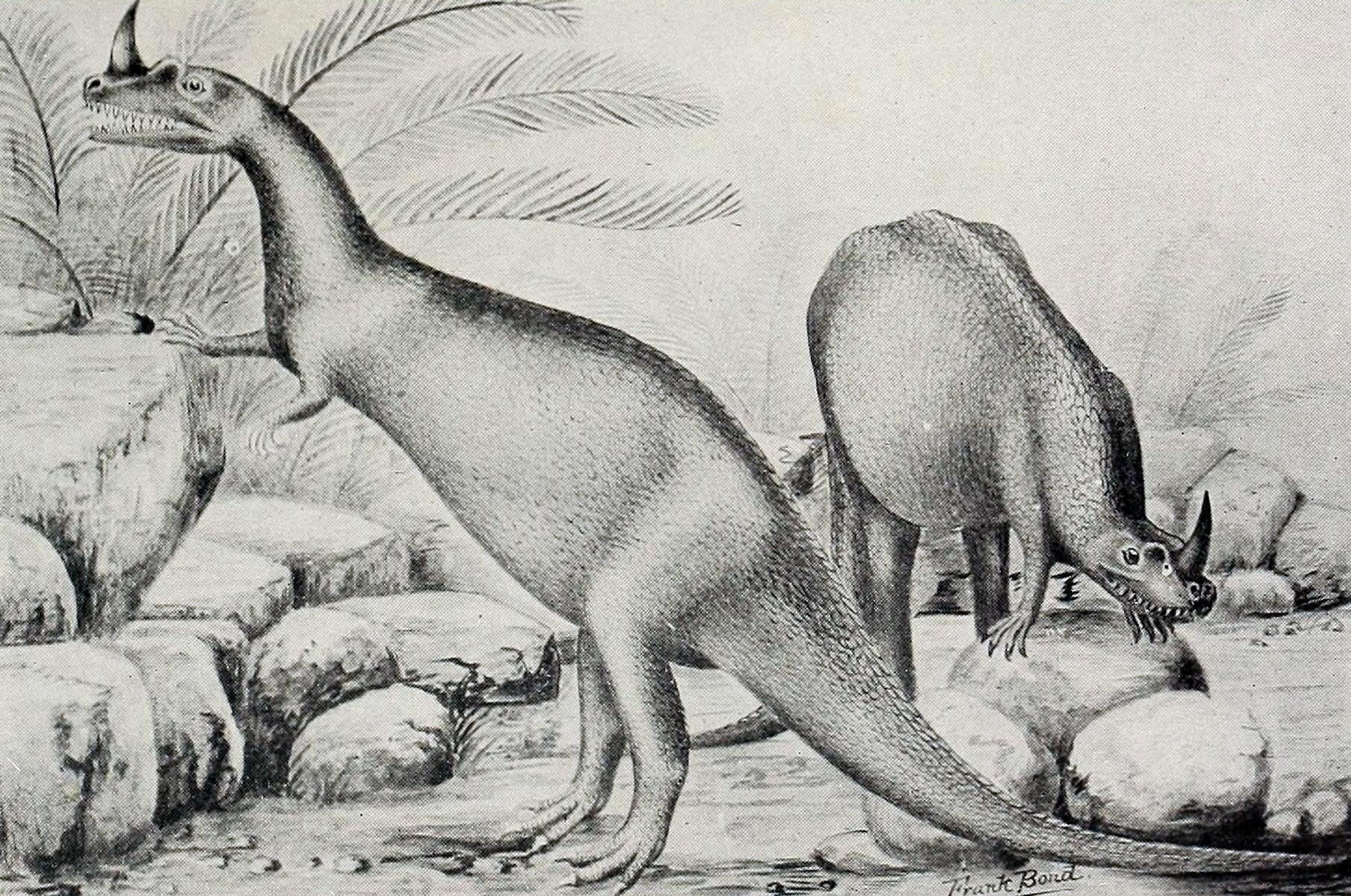
Prawdopodobnie pierwsza rekonstrukcja żyjącego ceratozaura, narysowana w 1899 przez Franka Bonda pod kierunkiem Charlesa R. Knighta, nie opublikowana przed 1920

### Kolejne znaleziska w Ameryce Północnej
Po odkryciu holotypu Ceratosaurus nasicornis ważne znaleziska Ceratosaurus nie zostały odkryte aż do wczesnych lat 60. XX wieku, kiedy to paleontolog James Madsen z zespołem wydobyli fragmentaryczny, pozbawiony połączeń stawowych szkielet obejmujący czaszkę (UMNH VP 5278) w Cleveland-Lloyd Dinosaur Quarry w Utah. Znalezisko reprezentuje jeden z największych znanych okazów Ceratosaurus. Drugi, tym razem z zachowanymi połączeniami stawowymi szkielet, również obejmujący czaszkę (MWC 1), odkrył w 1976 Thor Erikson, syn paleontologa Lance’a Eriksona, w okolicy Fruity. To dość kompletny szkielet, brakowało żuchwy, przedramion i gastraliów. Czaszka, aczkolwiek dość kompletna, znaleziona została z rozłączonymi stawami, silnie spłaszczona bocznie. Choć osobnik był duży, nie osiągnął jeszcze wielkości dorosłego zwierzęcia, o czym świadczyły otwarte szwy między kośćmi czaszki. Dokładne trójwymiarowe rekonstrukcje czaszki dla celów wystawy muzealnej wykonano z wykorzystaniem skomplikowanych procesów modelarskich i odlewniczych pojedynczych kości zauropsyda, korekcji deformacji, rekonstrukcji brakujących części, złożenia odlewów z zachowaniem właściwych pozycji i malowania na kolor oryginalnych kości.
Oba okazy (z Fruity i Cleveland-Lloyd) opisali Madsen i Samuel Paul Welles w wydanej w 2000 monografii. Okaz z Utah przypisano do nowego gatunku Ceratosaurus dentisulcatus. Podobnie poczyniono z okazem z Kolorado, tworząc Ceratosaurus magnicornis. Epitet dentisulcatus odnosi się do równoległych bruzd obecnych na wewnętrznej stronie zębów przedszczękowych i pierwszych trzech zębach żuchwy. Magnicornis wskazuje na większy róg nosowy. Pewność obu gatunków została zakwestionowana w późniejszych pracach. Brooks Britt i współpracownicy w 2000 stwierdzili, że holotyp Ceratosaurus nasicornis był w rzeczywistości osobnikiem młodocianym, a dwa większe okazy reprezentują dorosłe osobniki tego samego gatunku. Oliver Rauhut w 2003 oraz Matthew Carrano i Scott Sampson w 2008 uznali różnice anatomiczne podane przez Madsena i Wellesa za wystarczające wsparcie tezy, że rzekome dodatkowe gatunki ceratozaura stanowią w istocie wyraz różnic indywidualnych bądź ontogenetycznych.

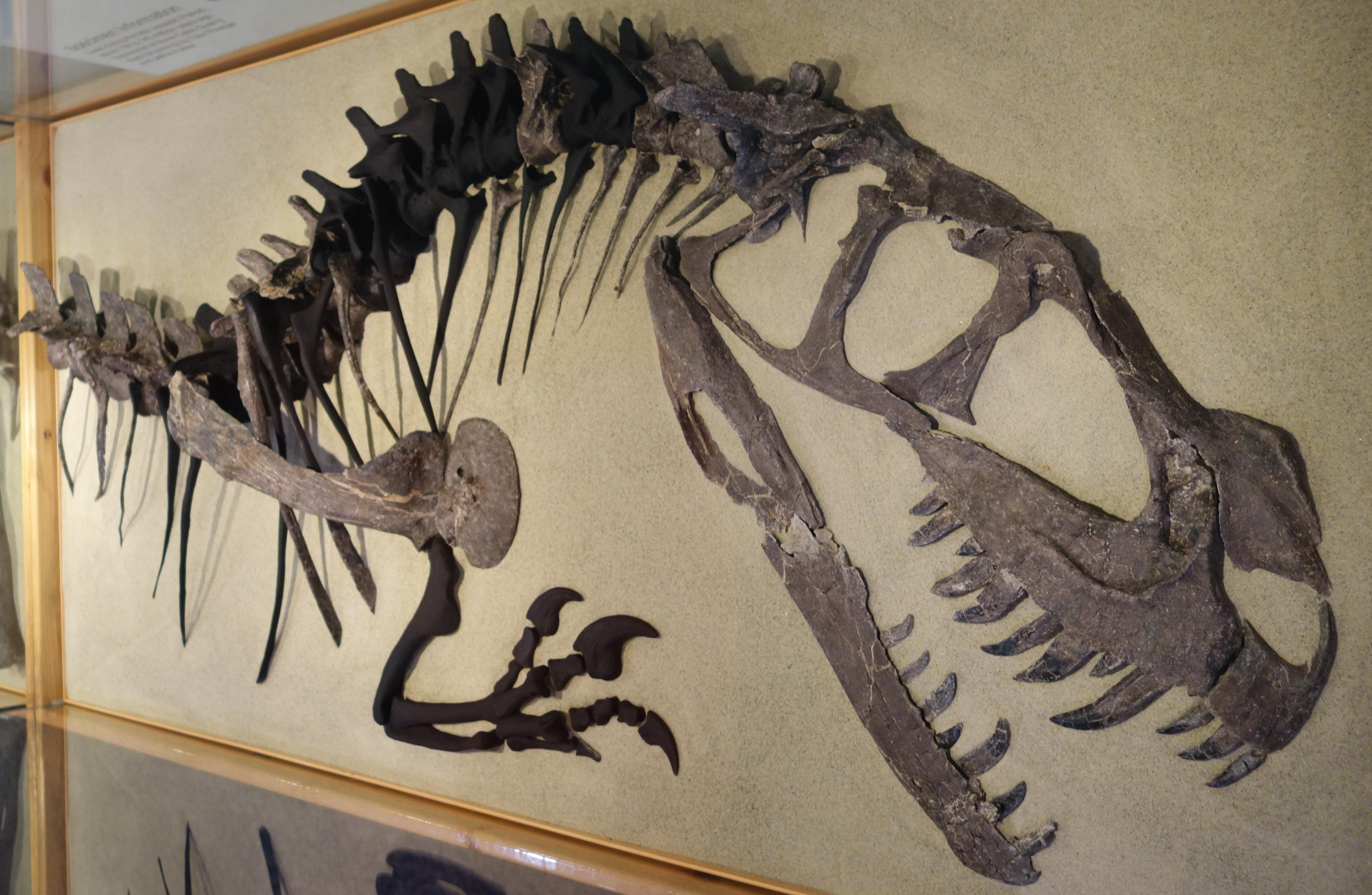
Niekompletny okaz młodociany w North American Museum of Ancient Life

Kolejny okaz (BYUVP 12893) odkryto w 1992 w Agate Basin Quarry na południowy wschód od Morre w Utah. Dotychczas nie został opisany. Okaz uznaje się za największego znanego dotychczas przedstawiciela rodzaju. Obejmuje przednią połowę czaszki, siedem fragmentarycznych kręgów grzbietu oraz miednicę z kością krzyżową z zachowanymi połączeniami stawowymi. W 1999 Britt doniósł o odkryciu szkieletu młodocianego Ceratosaurus w Bone Cabin Quarry w Wyoming. Był o 34% mniejszy od holotypowego Ceratosaurus nasicornis. Składał się z kompletnej czaszki i 30% szkieletu pozaczaszkowego, w tym z kompletnej miednicy.
Prócz pięciu znalezionych szkieletów fragmentaryczne szczątki Ceratosaurus opisywano z różnych okolic z warstw 2 i 4-6 formacji Morrison, w tym z najważniejszych pod względem skamieniałości miejsc rzeczonej formacji. Dinosaur National Monument w Utah posiada izolowaną kość przedszczękową (okaz DNM 972). Duża kość łopatkowo-krucza znaleziona została w Como Bluff w Wyoming. Inny okaz pochodzi z Dry Mesa Quarry w Kolorado i obejmuje lewą kość łopatkowo-kruczą, jak również części kręgów i kości kończyn. W Mygatt Moore Quarry, także w Kolorado, znaleziono zęby przedstawiciela tego rodzaju.

### Poza Ameryką Północną
Od 1909 do 1913 niemieckie ekspedycje berlińskiego Museum für Naturkunde odkryły zróżnicowaną faunę dinozaurów formacji Tendaguru w Niemieckiej Afryce Wschodniej. Obecnie tereny te leżą w Tanzanii. Choć powszechnie Tendaguru uznaje się za najważniejsze miejsce znalezisk afrykańskich dinozaurów, duże, znane teropody reprezentują jedynie nieliczne i bardzo fragmentaryczne szczątki. W 1920 niemiecki paleontolog Werner Janensch przypisał kilka kręgów grzbietowych z kamieniołomu „TL” nieokreślonemu gatunkowi Ceratosaurus. W 1925 Janensch nazwał nowy gatunek Ceratosaurus roechlingi, bazując na fragmentarycznych szczątkach z kamieniołomu „Mw” obejmujących kość kwadratową, strzałkową, fragmentaryczne kręgi ogonowe i inne elementy kośćca. Pozostawił je osobnik większy od holotypu Ceratosaurus nasicornis.

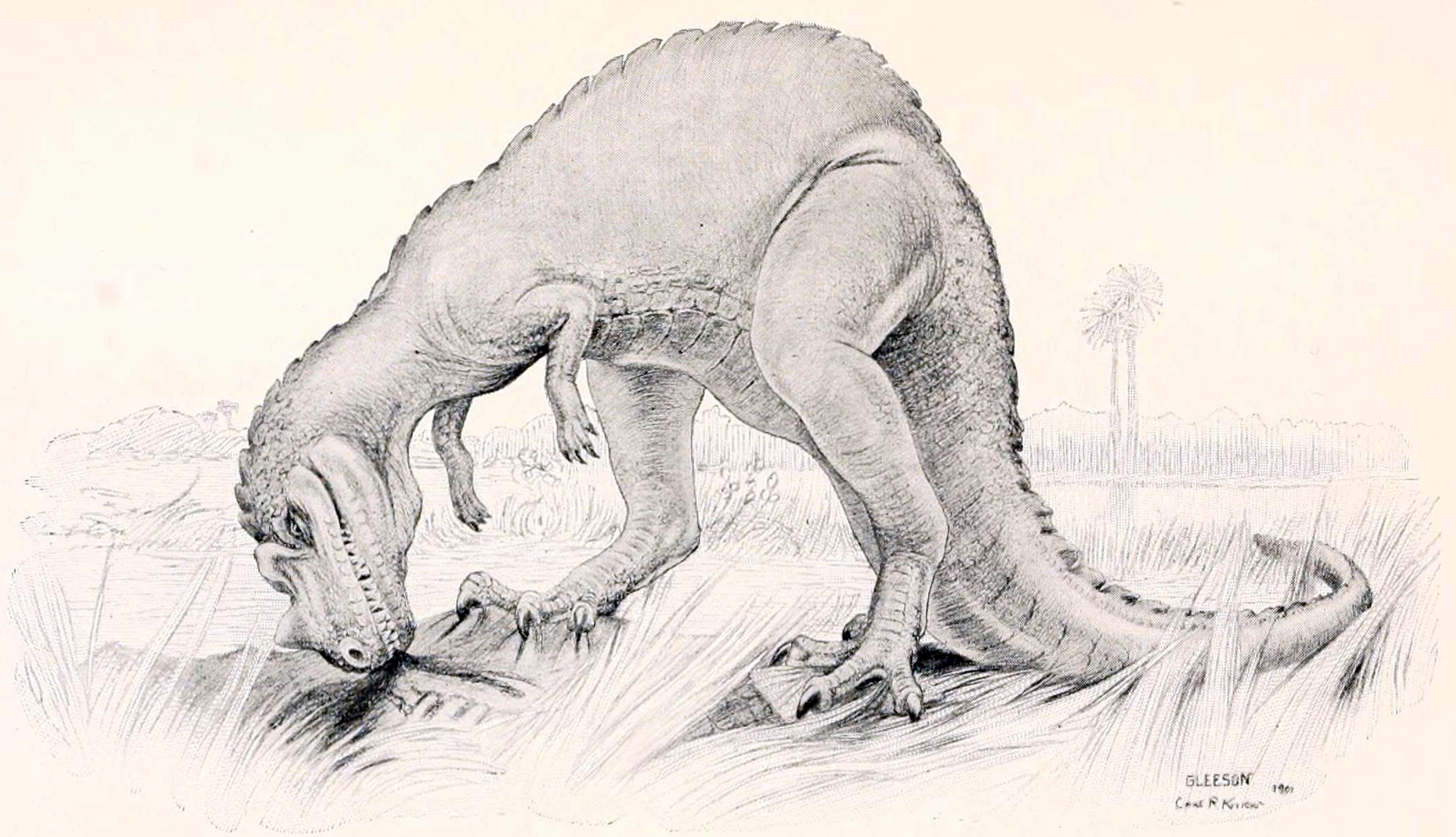
Rekonstrukcja Ceratosaurus nasicornis ręką Josepha M. Gleesona z 1901, wykonana pod nadzorem Charlesa R. Knighta

W monografii z 2000 Madsen i Welles potwierdzili przypisanie tych znalezisk do Ceratosaurus. Dodatkowo umieścili w nim kilka zębów, pierwotnie opisanych przez Janenscha jako możliwy gatunek Labrosaurus, Labrosaurus (?) stechowi. Inni autorzy podali w wątpliwość przypisanie jakichkolwiek znalezisk z Tendaguru Ceratosaurus, zauważając, że żadne ze znalezisk nie przedstawia żadnej cechy diagnostycznej tego rodzaju. W 2011 Rauhut uznał i Ceratosaurus roechlingi, i Labrosaurus (?) stechowi za możliwe ceratozaurydy, uznając je jednocześnie za niediagnozowalne na poziomie rodzaju, oznaczając je jako nomina dubia. W 1990 Timothy Rowe i Jacques Gauthier wymienili kolejny gatunek Ceratosaurus z Tendaguru, Ceratosaurus ingens, rzekomo stwierdzony przez Janenscha w 1920 i oparty na 25 izolowanych, bardzo długich zębach sięgających 15 cm długości. Jednakże Janensch przypisał gatunek do rodzaju Megalosaurus, a nie Ceratosaurus; może wobec tego chodzić po prostu o błąd przy kopiowaniu. Rauhut w 2011 pokazał, że Megalosaurus ingens nie był blisko spokrewniony z innymi Megalosaurus ani Ceratosaurus, ale być może zalicza się do karcharodontozaurydów.
W 2000 i 2006 paleontolodzy pod kierunkiem Octávio Mateusa opisali znalezisko z formacji Lourinhã ze środkowo-zachodniej Portugalii (ML 352) jako nowy okaz Ceratosaurus, obejmujący prawą kość udową, lewą piszczel i kilka izolowanych zębów wydobytych z klifów plaży Valmitão pomiędzy gminami Lourinhã i Torres Vedras. Kości znaleziono zatopione w żółtych do brązowych drobnoziarnistych piaskowcach powstałych na skutek odkładania się osadów rzecznych na terenie zalewowym. Zaliczały się one do dolnych poziomów grupy Porto Novo, datowanej na późny kimeryd. Dodatkowe kości tego osobnika (SHN(JJS)-65), w tym lewa kość udowa i niekompletna lewa kość strzałkowa, wydostały się od tego czasu dzięki erozji klifu. Początkowo weszły w skład prywatnej kolekcji, potem jednak te kolejne znaleziska weszły w skład donacji na rzecz Sociedade de História Natural w Torres Vedras, co pozwoliło na szczegółowy ich opis w 2015. Przypisano je gatunkowi Ceratosaurus dentisulcatus piórem Mateusa i współpracowników w 2006. Opublikowany w 2008 przegląd Carrano i Sampsona potwierdził przypisanie ich Ceratosaurus, jednak nie uznano zaliczenia ich do jakiegoś konkretnego gatunku za obecnie niemożliwe. W 2015 Elisabete Malafaia i współpracownicy, którzy zakwestionowali pewność C. dentisulcatus, przypisali okaz do Ceratosaurus aff. Ceratosaurus nasicornis.
Pojedynczy ząb znaleziono w Moutier (Szwajcaria). Pierwotnie nazwany przez Janenscha w 1920 mianem Labrosaurus meriani, później został przypisany nieokreślonemu bliżej gatunkowi Ceratosaurus przez Madsena i Wellesa. W 2008 Matías Soto i Daniel Perea opisali ząb z formacji Tacuarembó w Urugwaju, w tym przypuszczalnie koronę zęba przedszczękowego. Widać pionowe prążkowanie na wewnętrznej stronie, nie ma natomiast ząbkowania na przednim brzegu. Cechy te – w takiej kombinacji – obserwowano wyłącznie u Ceratosaurus. Autorzy podkreślili jednak, że przypisanie znaleziska Ceratosaurus jest nierealne z powodu skąpości szczątków. Zwrócili uwagę, że zaliczeniom europejskich i afrykańskich szczątków do ceratozaura należy przyjrzeć się z uwagą.

## Klasyfikacja

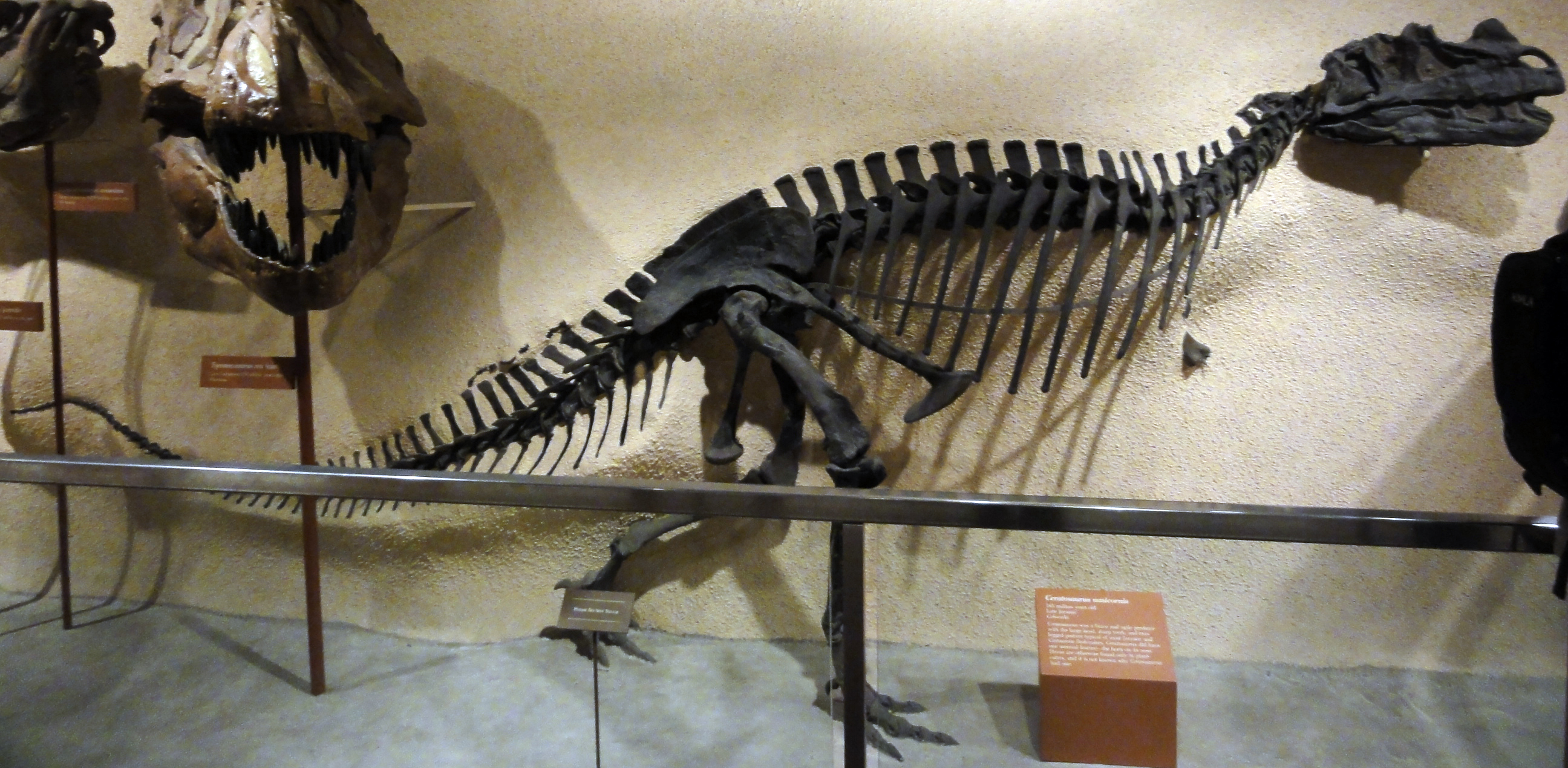
Holotyp Ceratosaurus nasicornis zmontowany wedle Charlesa Gilmore’a w latach 1910–1911, National Museum of Natural History

W swym oryginalnym opisie holotypu Ceratosaurus nasicornis i kolejnych publikacjach Marsh zauważył cechy niespotykane u żadnego innego teropoda znanego w tamtych czasach. Dwie z tych cech, zrośnięta miednica i zrośnięte śródstopie, obserwowano u współczesnych ptaków i – wedle Marsha – jasno demonstrują bliskie pokrewieństwo między ptakami a dinozaurami (do których w tamtych czasach nie zaliczano jeszcze ptaków). Celem odróżnienia ceratozaura od Allosaurus, Megalosaurus i Coelurosauria Marsh uczynił go jedynym członkiem nowej rodziny Ceratosauridae i nowego infrarzędu Ceratosauria. Zakwestionował to w 1892 rywal Marsha w wojnach o kości Edward Drinker Cope, argumentując, że cechy charakterystyczne takie jak róg nosowy świadczą wyłącznie o odrębności gatunkowej, nie uzasadniając nawet wyróżnienia osobnego rodzaju. W efekcie umieścił Ceratosaurus nasicornis w rodzaju Megalosaurus, tworząc nową kombinację Megalosaurus nasicornis.
Choć pozostawiano Ceratosaurus jako odrębny rodzaj we wszystkich kolejnych analizach, w następnym wieku pojawiało się wiele poglądów na temat jego relacji z innymi kladami. Ani Ceratosauridae, ani Ceratosauria nie uzyskały szerokiej akceptacji, zidentyfikowano jedynie kilku słabo poznanych dodatkowych przedstawicieli. Przez lata różni autorzy klasyfikowali ceratozaura wśród Deinodontidae, Megalosauridae, Coelurosauria, Carnosauria i Deinodontoidea. W rewizji z 1920 Gilmore opisywał rodzaj jako najbardziej pierwotnego teropoda z wyłączeniem form triasowych, wobec czego niespokrewniony bliżej z żadnym współczesnym mu teropodem. To uzasadniało przyznanie mu osobnej rodziny Ceratosauridae. Musiała rozwinąć się analiza kladystyczna (lata 80. XX wieku), nim przywrócono Ceratosauria jako odrębną grupę. W 1985 nowo odkryte południowoamerykańskie Abelisaurus i Carnotaurus okazały się być blisko spokrewnione z Ceratosaurus. Gauthier w 1986 uznał Coelophysoidea za blisko związane z Ceratosaurus, ale we współczesnych analizach klad ten nie zalicza się do Ceratosauria. Od tego czasu odkryto wiele kolejnych przedstawicieli Ceratosauria.
Ceratosauria wcześnie oddzieliły się od linii ewolucyjnej prowadzącej do współczesnych ptaków, dlatego też są wśród teropodów uznawane za takson dość bazalny. Ceratosauria obejmują zaawansowaną ewolucyjnie grupę obejmującą takie rodzaje, jak Carnotaurus i Noasaurus, zaliczane do taksonu Abelisauroidea, jak również bazalnych przedstawicieli w rodzaju Elaphrosaurus, Deltadromeus i sam Ceratosaurus, choć jego pozycja wśród bazalnych ceratozaurów podlega dyskusji. Niektóre analizy widzą Ceratosaurus jako najbardziej zaawansowanego ewolucyjnie spośród bazalnych członków grupy, tworzącego grupę siostrzaną Abelisauroidea. Oliver Rauhut w 2004 zaproponował Genyodectes jako takson siostrzany w stosunku do Ceratosaurus, jako że oba rodzaje charakteryzowały niezwykle długie zęby szczęki. Rauhut objął Ceratosaurus i Genyodectes rodziną Ceratosauridae, co potwierdziły kolejne prace.

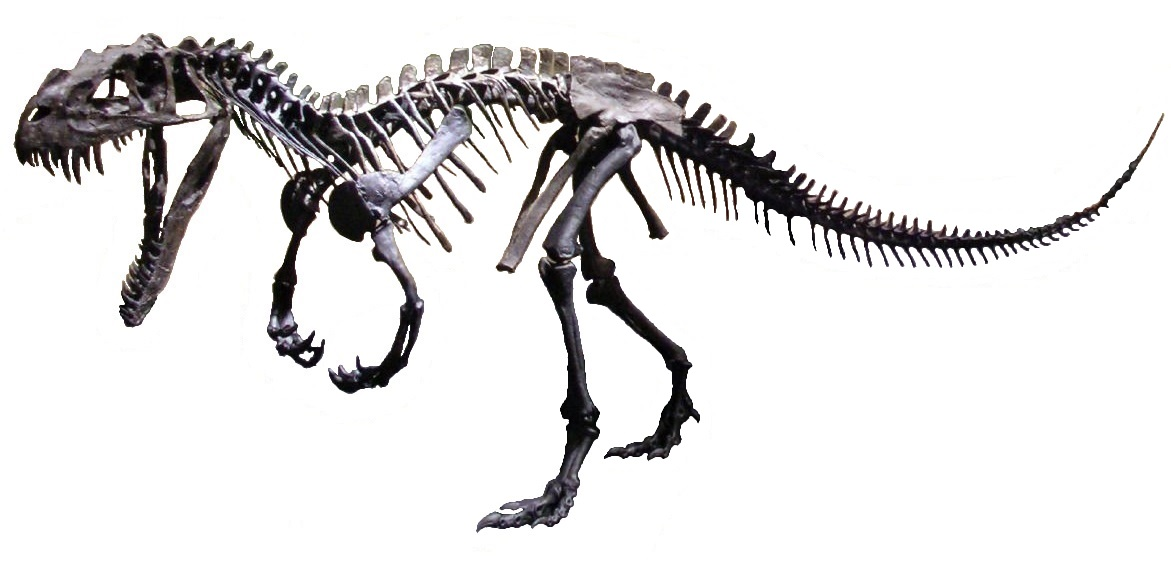
Odlew szkieletu młodocianego osobnika, Dinosaur Discovery Museum

Następujący kladogram ukazuje pozycję Ceratosaurus wśród jego krewniaków na podstawie analizy filogenetycznej przeprowadzonej przez Diego Pola i Olivera Rauhuta w 2012:
|  | Spinostropheus                                               |
|  |                                                              |
|  | \| \| Limusaurus \| \| \| \| \| \| Elaphrosaurus \| \| \| \| |
|  |                                                              |
|  | Limusaurus                                                   |
|  |                                                              |
|  | Elaphrosaurus                                                |
|  |                                                              |

|  | Limusaurus    |
|  |               |
|  | Elaphrosaurus |
|  |               |

|  | Ceratosaurus |
|  |              |
|  | Genyodectes  |
|  |              |

|  | Noasauridae   |
|  |               |
|  | Abelisauridae |
|  |               |

|  | Ceratosaurus |
|  |              |
|  | Genyodectes  |
|  |              |

|  | Noasauridae   |
|  |               |
|  | Abelisauridae |
|  |               |

|  | Spinostropheus                                               |
|  |                                                              |
|  | \| \| Limusaurus \| \| \| \| \| \| Elaphrosaurus \| \| \| \| |
|  |                                                              |
|  | Limusaurus                                                   |
|  |                                                              |
|  | Elaphrosaurus                                                |
|  |                                                              |

|  | Limusaurus    |
|  |               |
|  | Elaphrosaurus |
|  |               |

|  | Ceratosaurus |
|  |              |
|  | Genyodectes  |
|  |              |

|  | Noasauridae   |
|  |               |
|  | Abelisauridae |
|  |               |

|  | Ceratosaurus |
|  |              |
|  | Genyodectes  |
|  |              |

|  | Noasauridae   |
|  |               |
|  | Abelisauridae |
|  |               |

|  | Spinostropheus                                               |
|  |                                                              |
|  | \| \| Limusaurus \| \| \| \| \| \| Elaphrosaurus \| \| \| \| |
|  |                                                              |
|  | Limusaurus                                                   |
|  |                                                              |
|  | Elaphrosaurus                                                |
|  |                                                              |

|  | Limusaurus    |
|  |               |
|  | Elaphrosaurus |
|  |               |

|  | Ceratosaurus |
|  |              |
|  | Genyodectes  |
|  |              |

|  | Noasauridae   |
|  |               |
|  | Abelisauridae |
|  |               |

|  | Ceratosaurus |
|  |              |
|  | Genyodectes  |
|  |              |

|  | Noasauridae   |
|  |               |
|  | Abelisauridae |
|  |               |

|  | Spinostropheus                                               |
|  |                                                              |
|  | \| \| Limusaurus \| \| \| \| \| \| Elaphrosaurus \| \| \| \| |
|  |                                                              |
|  | Limusaurus                                                   |
|  |                                                              |
|  | Elaphrosaurus                                                |
|  |                                                              |

|  | Limusaurus    |
|  |               |
|  | Elaphrosaurus |
|  |               |

|  | Ceratosaurus |
|  |              |
|  | Genyodectes  |
|  |              |

|  | Noasauridae   |
|  |               |
|  | Abelisauridae |
|  |               |

|  | Ceratosaurus |
|  |              |
|  | Genyodectes  |
|  |              |

|  | Noasauridae   |
|  |               |
|  | Abelisauridae |
|  |               |

Czaszka ze środkowojurajskiej Anglii ma róg nosowy w widoczny sposób podobny do ceratozaurzego. W 1926 Friedrich von Huene opisał czaszkę pod nazwą Proceratosaurus (co znaczy „przed ceratozaurem”), przyjmując, że ma przed sobą przodka późnojurajskiego Ceratosaurus. Dzisiaj Proceratosaurus uznawany jest za bazalnego przedstawiciela Tyrannosauroidea, znaczniej bardziej zaawansowanego ewolucyjnie kladu teropodów. Róg nosowy musiał się u niego wykształcić niezależnie (konwergencja). Oliver Rauhut i współpracownicy w 2010 włączyli proceratozaura do jego własnej rodziny Proceratosauridae. Autorzy zwrócili też uwagę na niekompletne zachowanie rogu nosowego, co otwiera możliwość, że stanowił on tylko najbardziej przednią część bardziej rozległego grzebienia na głowie, obecnego u niektórych proceratozaurydów, jak Guanlong.

## Paleobiologia

### Paleoekologia i pożywienie

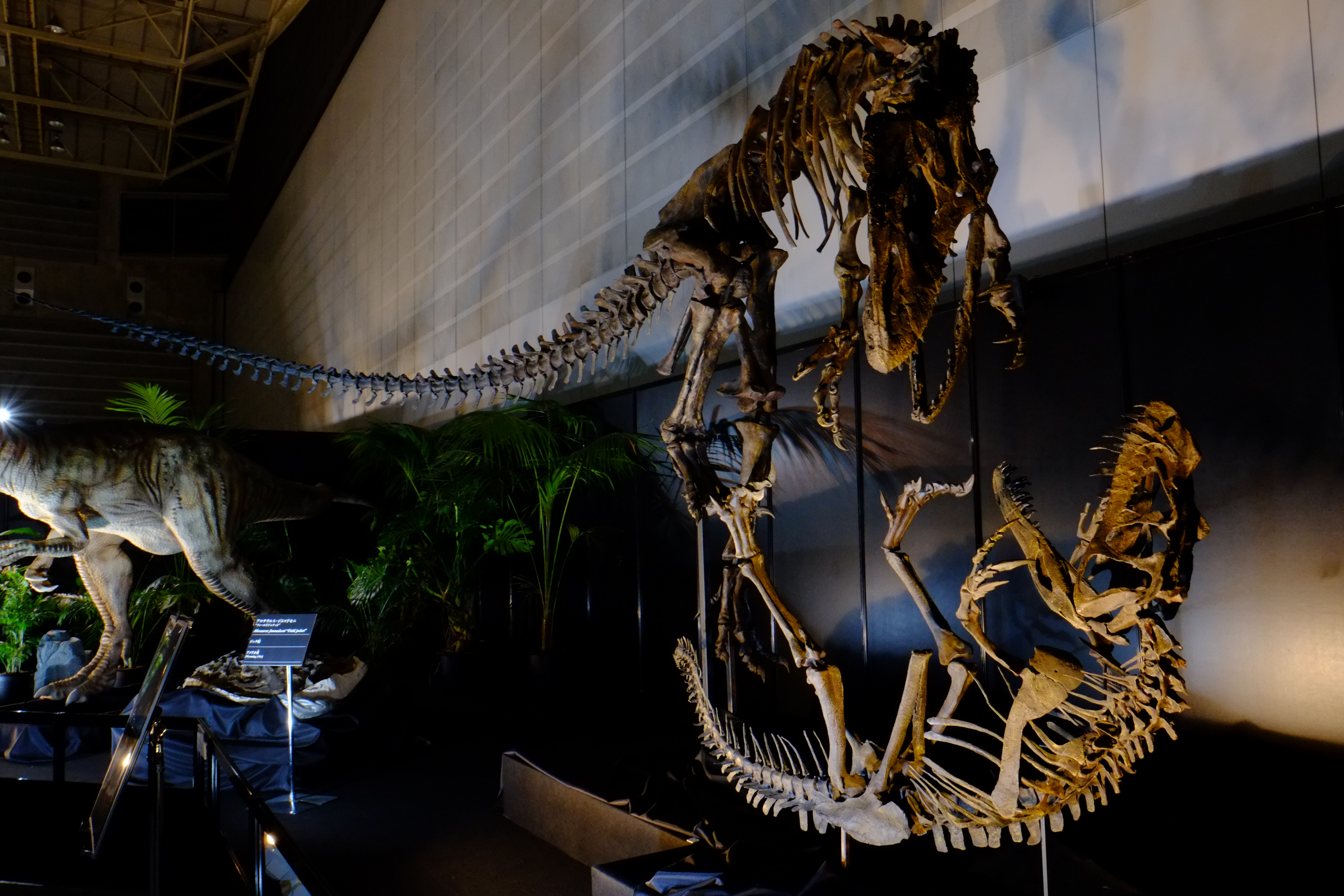
Zrekonstruowane szkielety allozaura i Ceratosaurus nasicornis w pozycji walki, Dinoworld Expo, Yokohama

Wszystkie północnoamerykańskie okazy Ceratosaurus pochodzą z formacji Morrison, sekwencji płytkomorskich i aluwialnych skał osadowych na zachodzie USA będącej najbogatszym źródłem kości dinozaurów na kontynencie. Datowanie radiometryczne pozwoliło ustalić wiek formacji na między 156,3 miliona lat u podstawy i 146,8 miliona lat na szczycie, co oznacza późny oksford, kimeryd i wczesny tyton w epoce późnojurajskiej. Ceratosaurus znany jest z warstw kimerydzkich i tytońskich. Formację Morrison interpretuje się jako środowisko półpustynne o wyraźnie zaznaczonej porze suchej i deszczowej. Basen Morrison rozciągał się od Nowego Meksyku do Alberty i Saskatchewan. Utworzył się, kiedy Front Range Gór Skalistych zaczął podnosił się ku zachodowi. Osady z ich zwróconych ku wschodowi dorzeczy były zabierane przez strumienie i odkładane na bagnistych nizinach, w jeziorach, kanałach rzecznych i równinach zalewowych. Formacja przypomina wiekiem portugalską formację Lourinhã i tanzańską Tendaguru.

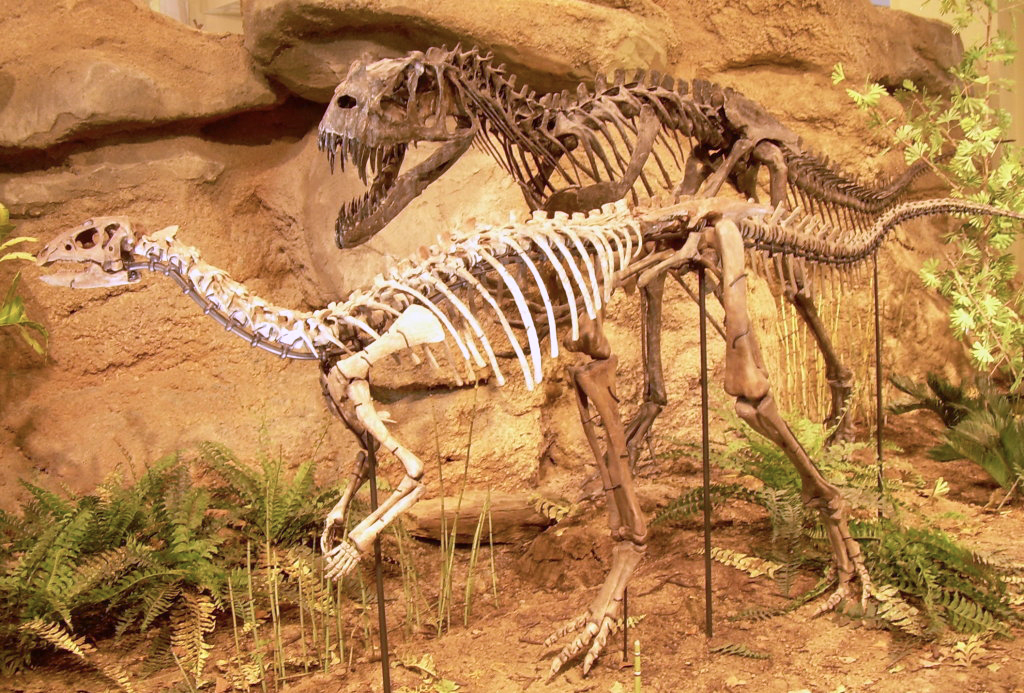
Zmontowane szkielety Ceratosaurus i roślinożernego Dryosaurus w Carnegie Museum of Natural History

Formacja Morrison przedstawia środowisko zdominowane przez olbrzymie zauropody: Apatosaurus, Brachiosaurus, Camarasaurus i Diplodocus. Prócz ceratozaura teropody reprezentowały: Koparion, Stokesosaurus, Ornitholestes, Allosaurus i Torvosaurus. Do ptasiomiednicznych zaliczały się: Camptosaurus, Dryosaurus, Othnielia, Gargoyleosaurus i Stegosaurus. Od 70 do 75% okazów teropodów zaliczało się do rodzaju allozaur znajdującego się na najwyższym poziomie troficznym sieci pokarmowej środowiska formacji Morrison. Inne kręgowce zamieszkujące to samo siedlisko to Actinopterygii, płazy bezogonowe i płazy ogoniaste, żółwie takie jak Dorsetochelys, Sphenodontia, jaszczurki, lądowe i wodne krokodylomorfy jak Hoplosuchus, kilka gatunków pterozaurów z rodzaju Harpactognathus czy Mesadactylus. Pospolite są muszle małży i wodnych ślimaków. Flora tego okresu uwidacznia się w skamieniałościach Chlorophyta, grzybów, mszaków, skrzypów, Cycadophyta, miłorzębowych i kilku rodzin Pinophyta. Wegetacja zmieniała się od nadrzecznych lasów paproci drzewiastych i paprotników (lasy galeriowe) do sawann paprotników o rzadkim zadrzewieniu np. nagonasiennymi przypominającymi Araucaria z rodzaju Brachyphyllum.
Ceratosaurus stanowił rzadkość w faunie teropodów formacji Morrison. W miejscach, gdzie współwystępują, allozaur przewyższa go liczebnością 7,5 do 1. W kilku badaniach starano się wyjaśnić, jak te sympatryczne gatunki mogły zmniejszać bezpośrednią konkurencję między sobą. Donald Henderson w 1998 argumentował, że Ceratosaurus współwystępował z dwoma potencjalnie różnymi gatunkami Allosaurus, które określał jako formy: z formą o skróconym pysku, wysokiej i szerokiej czaszce i krótkich, zakrzywionych do tyłu zębach oraz z formą cechującą się dłuższym pyskiem, niższą czaszką i długimi, pionowymi zębami. Ogólnie mówiąc, im większe podobieństwo między sympatrycznymi gatunkami w ich morfologii, fizjologii i behawiorze, tym intensywniejsza konkurencja między nimi. Henderson doszedł do wniosku, że krótkopyska forma Allosaurus zajmowała odmienną niszę ekologiczna od formy o długim pysku i Ceratosaurus. Ze względu na krótką czaszkę podejrzewać można stosunkowo dużą siłę zgryzu, podobnie jak to zachodzi u kotów. Ceratosaurus i druga forma Allosaurus miały z kolei pyski wydłużone, przypominające te występujące u psów. Dłuższe zęby służyły za kły, dostarczając szybkich cięć, podczas których siła koncentrowała się na mniejszej powierzchni dzięki węższej czaszce. Wedle Hendersona znaczne podobieństwa w czaszkach Ceratosaurus i długopyskiej formy Allosaurus oznaczają bezpośrednią konkurencję pomiędzy nimi. Wobec tego ceratozaur mógł zostać wyparty ze swego siedliska zdominowanego przez długopyską formę allozaura. Rzeczywiście Ceratosaurus jest bardzo rzadki w Cleveland-Lloyd Quarry, zawierającej szczątki formy długopyskiej Allosaurus, a zdaje się częstszy w Garden Park i Dry Mesa Quarry, gdzie współwystępował z krótkopyską formą allozaura.
Co więcej, Henderson zasugerował, że Ceratosaurus mógł uniknąć konkurencji, preferując inny rodzaj zdobyczy. Ewolucja jego niezwykle wydłużonych zębów mogła stanowić bezpośredni efekt konkurencji z długopyską formą allozaura. Oba gatunki mogły także preferować odmienne części padliny. Wydłużone zęby Ceratosaurus mogły służyć jako sygnały wzrokowe ułatwiające rozpoznawanie się członków tego samego gatunku bądź też pełnić inne funkcje społeczne. W dodatku wielki rozmiar tych teropodów zmniejszałby konkurencję, jako że dostępność zdobyczy wzrastała wraz z wielkością mięsożercy.
Foster i Daniel Chure w badaniu z 2006 zgodzili się z Hendersonem, że Ceratosaurus i Allosaurus ogólnie dzieliły to samo siedlisko i polowały na ten sam typ zdobyczy, wobec czego wydaje się prawdopodobne, że stosowały odmienne strategie pokarmowe, by unikać konkurencji. Wedle rzeczonych badaczy dowodzą tego odmienne proporcje w obrębie czaszki, zębów i kończyn przednich. Różnica między obiema formami Allosaurus została zakwestionowana przez niektóre z późniejszych badań. Kenneth Carpenter w pracy z 2010 odkrył, że krótkopyskie Allosaurus z Cleveland-Lloyd Quarry reprezentują raczej daleko posuniętą zmienność wewnątrzgatunkową niż odmienny takson. Co więcej, czaszka USNM 4734 z Garden Park, na podstawie której Henderson stworzył swą hipotezę o formie krótkopyskiej allozaura, okazała się później zrekonstruowana jako zbyt krótka.

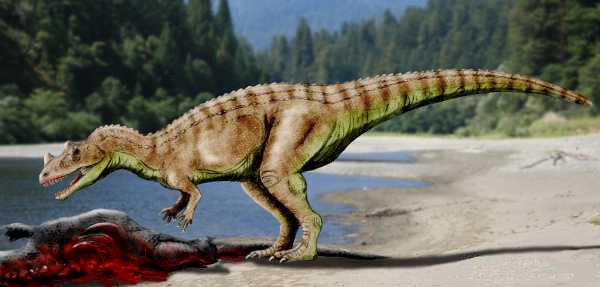
Rekonstrukcja Ceratosaurus nasicornis podczas posiłku

W badaniu z 2004 Robert Bakker i Gary Bir zasugerowali, że Ceratosaurus specjalizował się przede wszystkim w polowaniu na zwierzęta prowadzące wodny tryb życia, jak dwudyszne, krokodyle i żółwie. Analiza statystyczna zębów z 50 różnych lokalizacji w Como Bluff i okolicach wskazała, że zęby Ceratosaurus i megalozaurydów występowały najczęściej w warstwach skalnych wytworzonych w miejscu niegdysiejszych siedlisk obejmujących wodę i jej okolice, jak wilgotne tereny zalewowe, obrzeża jezior i bagna. Ceratosaurus występował też czasami w suchych siedliskach lądowych. Z drugiej strony allozaurydy występowały z podobną częstością w siedliskach blisko wody i lądowych. Na podstawie przytoczonych wyników Bakker i Bir doszli do wniosku, zgodnie z którym Ceratosaurus i megalozaurydy musiały polować w przeważającym stopniu w okolicy i w samych zbiornikach wodnych, a Ceratosaurus okazjonalnie żywił się także padliną większych dinozaurów. Badacze dalej zwrócili uwagę na długie, niskie i giętkie ciało ceratozaura i megalozaurydów. W porównaniu z innymi teropodami formacji Morrison Ceratosaurus wykazywał wyższe wyrostki kolczyste proksymalnych kręgów ogonowych, ułożone bardziej pionowo niż ku tyłowi. Wraz z głębokimi szewronami na spodniej stronie ogona wskazuje to na wysoki, krokodylowy ogon, prawdopodobnie zaadaptowany do pływania. Z drugiej strony allozaury prezentują krótsze, wyższe i bardziej sztywne ciało na dłuższych kończynach dolnych. Są to adaptacje do szybkiego biegu na terenach otwartych i polowania na duże dinozaury roślinożerne, jak zauropody czy stegozaury, ale, jak spekulowali Bakker i Bir, okresowo zwierzę przerzucało się na zdobycz wodną, gdy brakowało dużych roślinożerców.
W wydanej w 1986 popularnej książce The Dinosaur Heresies Bakker argumentował, że kości szczęki tylko luźno łączyły się z otaczającymi je kośćmi czaszki, co umożliwiało pewnego stopnia ruchy w obrębie czaszki (kineza). Prawdopodobnie kości żuchwy mogły przemieszczać się względem siebie. Dzięki możliwości wysuwania się kości kwadratowej na zewnątrz możliwe było zwiększenie odległości między obydwoma stawami żuchwowymi, co pozwalało zauropsydowi połykać duże porcje pokarmu. W badaniu z 2008 Casey Holliday i Lawrence Witmer dokonali ponownej oceny podobnych twierdzeń wysuwanych w stosunku do innych dinozaurów, dochodząc do wniosku, że nie ma dowodów na obecność sterowanej mięśniami kinezy czaszki u żadnego gatunku nieptasich dinozaurów, a prawdopodobnie u większości nie występowała ona w ogóle.
Niekompletny okaz Ceratosaurus wskazuje na obecność rodzaju w portugalskim ogniniwe Porto Novo formacji Lourinhã. Wiele dinozaurów tej formacji występuje także w formacji Morrison bądź posiada w niej bliskiego odpowiednika. Prócz Ceratosaurus badacze odnotowali obecność w portugalskich skałach Allosaurus i Torvosaurus, znanych wcześniej z formacji Morrison, natomiast Lourinhanosaurus spotykano wcześniej wyłącznie w Portugalii. Dinozaury roślinożerne Porto Novo obejmują między innymi zauropody Dinheirosaurus i Zby, jak i stegozaura Miragaia. W epoce jury późnej Europę oddzielał od Ameryki Północnej wąski jeszcze Ocean Atlantycki. Tereny dzisiejszej Portugalii były oddzielone od innych części Europy. Wedle Mateusa i innych podobieństwo między faunami teropodów Portugalii i Ameryki Północnej wskazuje na obecność okresowych pomostów lądowych, umożliwiających wymianę zwierząt. Malafaia i współpracownicy optowali jednak za bardziej złożonym scenariuszem zdarzeń, jako że inne grupy, jak zauropody, żółwie i krokodyle wykazują jawnie odmienny skład gatunkowy w Portugalii i Ameryce Północnej. Wobec tego powstająca separacja tych faun mogła doprowadzić do wymiany w niektórych grupach, w innych zaś do specjacji allopatrycznej.

### Funkcja rogów i osteoderm
W 1884 Marsh uznał róg nosowy Ceratosaurus za „najsilniejszą broń” służącą i w ataku, i w obronie. Gilmore w 1920 poparł tę interpretację. Użycie rogu jako broni obecnie nie wydaje się prawdopodobne. W 1985 David Norman uznał, że róg prawdopodobnie nie służył do obrony przed drapieżnikami, ale raczej jako broń w wewnątrzgatunkowych walkach pomiędzy samcami o dostęp do rozrodu. Gregory S. Paul w 1988 sugerował podobną funkcję i przedstawił dwa osobniki Ceratosaurus zajęte wzajemnym przepychaniem się . W 1990 Rowe i Gauthier poszli dalej, sugerując, że ceratozaurzy róg nosowy służył jedynie do pokazów i nie pełnił żadnej roli w starciach fizycznych. Jeśli istotnie tak było, róg prawdopodobnie zdobiły jasne barwy. Podobną funkcję zaproponowano dla rzędu ostederm w linii pośrodkowej.

### Funkcja przednich kończyn

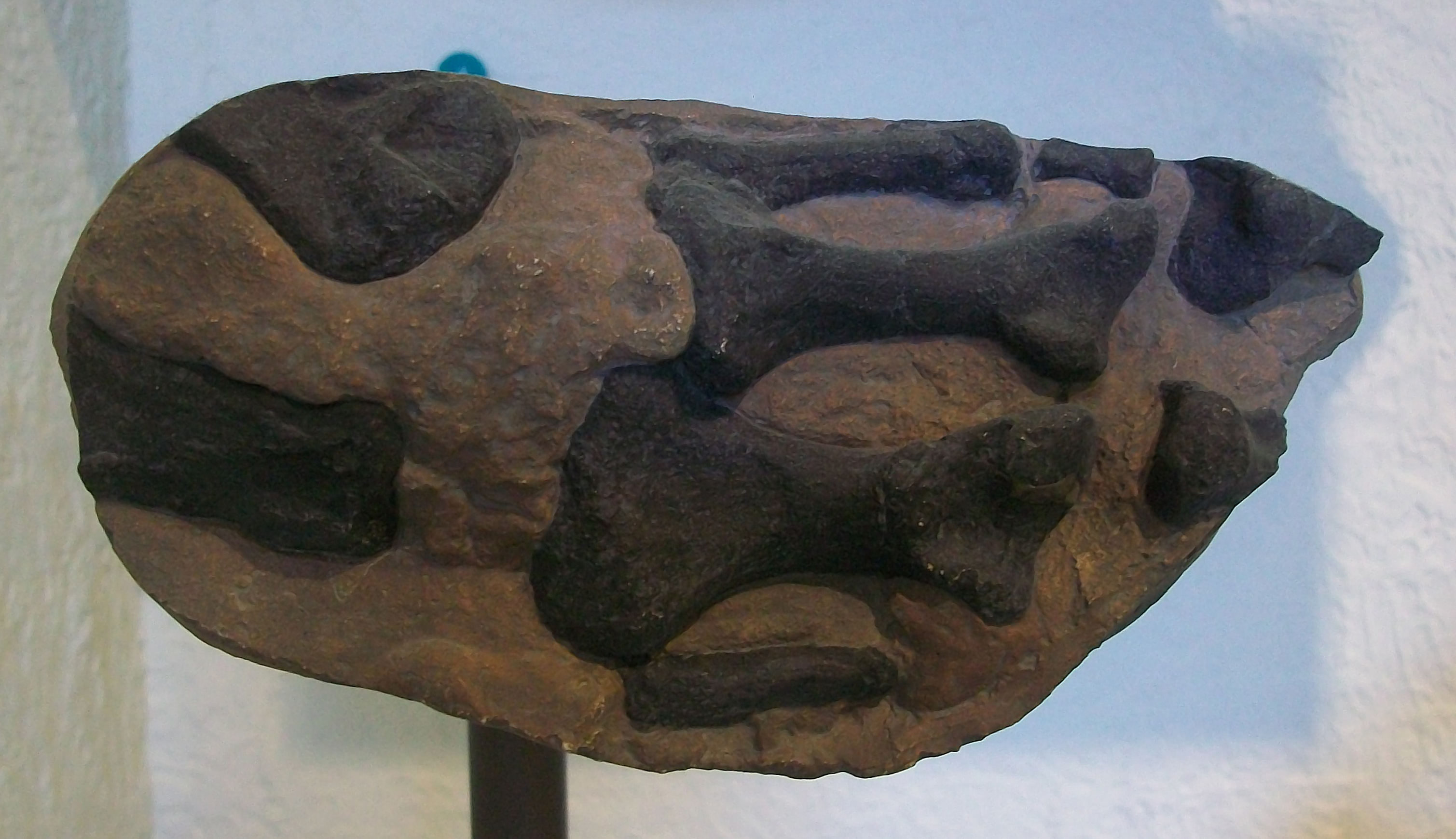
Odlew ręki Ceratosaurus nasicornis (AMNH 27631). Brakuje większości paliczków

Silnie skrócone kości śródręcza i paliczki Ceratosaurus nasuwają pytanie, czy ręka zachowała możliwość chwytania jak u innych bazalnych teropodów. Wśród Ceratosauria u abelozaurydów obserwuje się jeszcze silniejszą redukcję ręki. Ich przednie kończyny zatraciły swe funkcje. Podobny stan widać u Limusaurus. W 2016 w pracy poświęconej anatomii dłoni Ceratosaurus Carrano i Jonah Choiniere podkreślili znaczne podobieństwo morfologii dłoni do innych bazalnych teropodów, sugerując, że wciąż potrafiła chwytać pomimo skrócenia. Choć w materiale koaplnym zachowały się jedynie pierwsze paliczki, drugie też powinny być ruchome, na co wskazują dobrze rozwinięte powierzchnie stawowe, a palce prawdopodobnie zachowały podobny zakres ruchu, jak w przypadku innych bazalnych teropodów. Jak u innych teropodów spoza rodziny abelizaurydów palec I przy zgięciu byłby lekko zawrócony.

### Mózg i zmysły

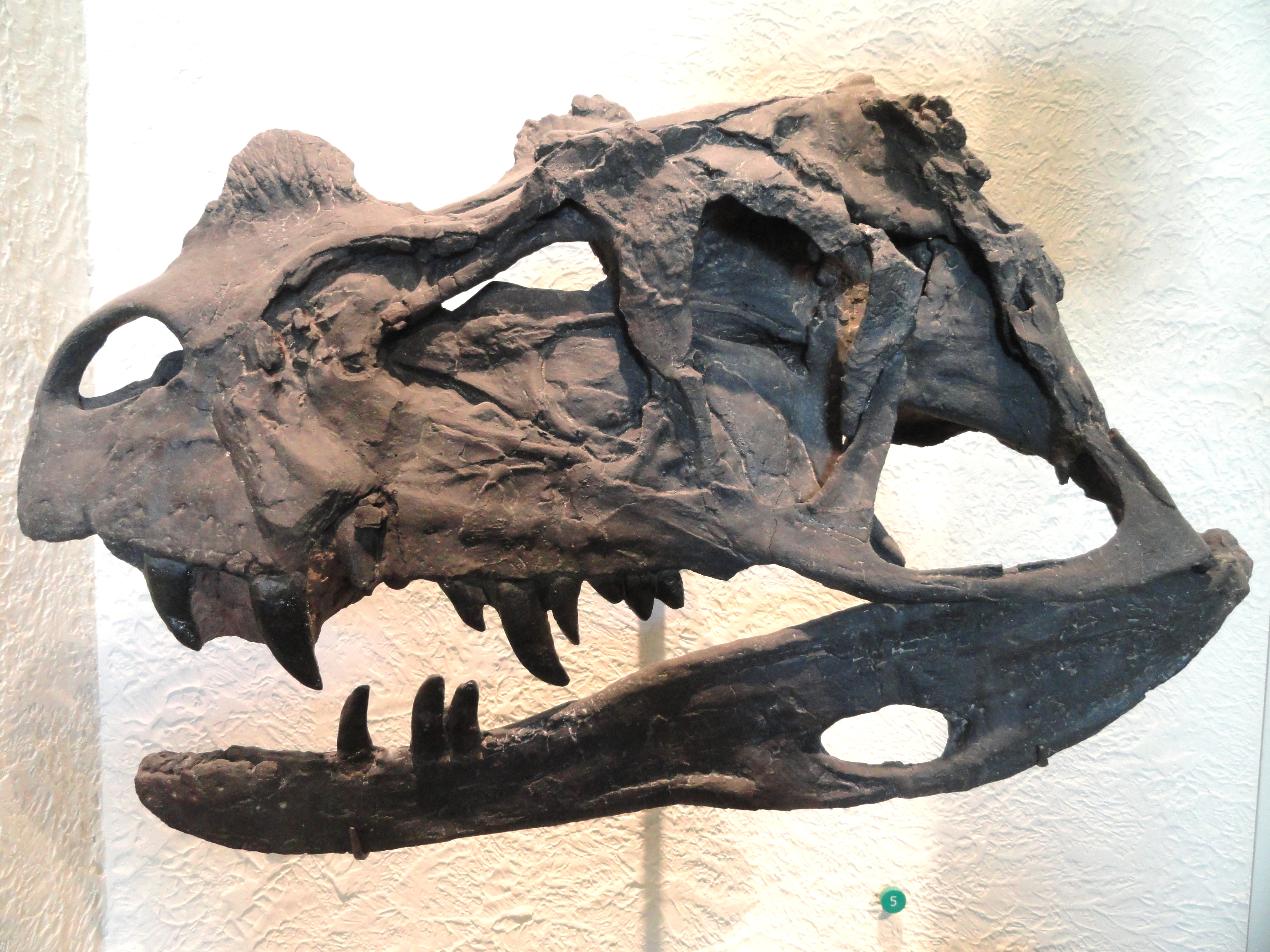
Odlew czaszki holotypu Ceratosaurus nasicornis, American Museum of Natural History

Odlew jamy czaszki holotypu wykonano jeszcze pod kierunkiem Marsha, prawdopodobnie podczas preparatyki czaszki. Dzięki niemu Marsh doszedł do wniosku, że mózg był średniej wielkości, ale w porównaniu z roślinożernymi dinozaurami znacznie większy. Kości czaszki zostały potem scementowane, wobec czego dokładności odlewu nie sposób sprawdzić .
Druga, dobrze zachowana puszka mózgowa znaleziona została z okazem MWC 1 we Fruicie w Kolorado. Jej tomografię wykonali paleontolodzy Kent Sanders i David Smith, umożliwiając rekonstrukcję ucha wewnętrznego, szerokich okolic mózgu oraz zatok opony twardej. W 2005 badacze doszli do wniosku, że Ceratosaurus cechował się jamą czaszki typową dla bazalnych teropodów i przypominającą spotykaną u Allosaurus. Odcisk opuszki węchowej, związanej ze zmysłem węchu, dobrze się zachował. Opuszki przypominają te spotykane u allozaura, były mniejsze niż u Tyrannosaurus, uważanego za wyposażony w bardzo sprawny zmysł węchu. Kanały półkoliste, odpowiedzialne za zmysł równowagi i w związku z tym związane z ułożeniem głowy i lokomocją, przypominają obserwowane u innych teropodów. W tej to grupie kanały półkoliste są ogólnie konserwatywne ewolucyjnie, co wskazuje na podobne wymagania podczas poruszania się u tych zwierząt. Najbardziej przedni z kanałów półkolistych był powiększony, cecha ta jest ogólnie spotykana u zwierząt dwunożnych. Ułożenie kanału bocznego wskazuje na poziome ułożenie głowy i szyi w pozycji neutralnej.

### Połączone kości śródstopia i paleopatologia
U holotypu Ceratosaurus nasicornis lewe kości śródstopia promieni od II do IV były zrośnięte. Marsh w 1884 poświęcił krótki artykuł tej nieznanej jeszcze wtedy cesze dinozaurów. Zauważył bliskie podobieństwo do współczesnych ptaków. Obecność tej cechy u Ceratosaurus stała się kontrowersyjna w 1890, kiedy Georg Baur spekulował, że fuzja w holotypie była efektem wygojonego złamania. Tezę tę powtórzył w 1892 Cope, argumentując, że Ceratosaurus nasicornis powinien być zaklasyfikowany jako gatunek Megalosaurus z powodu niewystarczających odmienności anatomicznych pomiędzy tymi rodzajami. Jednak od tego czasu pojawiły się przykłady zrośniętych kości śródstopia niewynikające z żadnej patologii, także u taksonów bardziej bazalnych od ceratozaura. Osborn w 1920 wyjaśnił, że nie ma dowodów na nieprawidłowy wzrost kości, wobec czego zrost jest niezwykły, ale nie zdaje się patologiczny. Ronald Ratkevich w 1976 argumentował, że połączenie ograniczało zdolność zwierzęcia do biegu. Tezę tę odrzucił Paul w 1988, zauważywszy, że te same cechy występują u wielu szybko biegających zwierząt współczesnych, wliczając w to ptaki i kopytne . Analiza z 1999 Darrena Tanke’a i Bruce’a Rothschilda sugerowała, że zrost był rzeczywiście patologią, potwierdzając wcześniejsze tezy Baura. Inne doniesienia o patologiach obejmują złamanie stresowe kości stopy przypisane temu rodzajowi, jak i złamany ząb niezidentyfikowanego gatunku Ceratosaurus, na którym widać ślady dalszego zużycia po złamaniu.